# Благородні метали
| H  |    |    |    |    |    |    |    |    |    |    |    |    |    |    |    |    |    | He |
| Li | Be |    |    |    |    |    |    |    |    |    |    |    | B  | C  | N  | O  | F  | Ne |
| Na | Mg |    |    |    |    |    |    |    |    |    |    |    | Al | Si | P  | S  | Cl | Ar |
| K  | Ca | Sc |    | Ti | V  | Cr | Mn | Fe | Co | Ni | Cu | Zn | Ga | Ge | As | Se | Br | Kr |
| Rb | Sr | Y  |    | Zr | Nb | Mo | Tc | Ru | Rh | Pd | Ag | Cd | In | Sn | Sb | Te | I  | Xe |
| Cs | Ba | La | *  | Hf | Ta | W  | Re | Os | Ir | Pt | Au | Hg | Tl | Pb | Bi | Po | At | Rn |
| Fr | Ra | Ac | ** | Rf | Db | Sg | Bh | Hs | Mt | Ds | Rg |    |    |    |    |    |    |    |
|    |    |    | *  | Ce | Pr | Nd | Pm | Sm | Eu | Gd | Tb | Dy | Ho | Er | Tm | Yb | Lu |    |
|    |    |    | ** | Th | Pa | U  | Np | Pu | Am | Cm | Bk | Cf | Es | Fm | Md | No | Lr |    |
| -- | -- | -- | -- | -- | -- | -- | -- | -- | -- | -- | -- | -- | -- | -- | -- | -- | -- | -- |

| Благородні метали: | Дорогоцінні метали |
|                    | Платинові метали   |

Благоро́дні мета́ли (шляхе́тні мета́ли) — метали, що належить до групи кольорових металів, які мають високу хімічну стійкість і умовно поділяються на дві підгрупи: дорогоцінні метали (золото, срібло) і платинові метали (платина, паладій, родій, іридій, рутеній, осмій). Усі ці метали характеризуються високими густиною, хімічною стійкістю до окиснення та дії хімічних реагентів, тугоплавкістю (крім золота і срібла), пластичністю (крім родію та осмію), не мають алотропних перетворень (крім родію), мають високу вартість і привабливий зовнішній вигляд.
Завдяки своїм унікальним хімічним і фізичним якостям, стійкості в різних середовищах благородні метали доносять до нас оригінальні артефакти минулих культур. Вони є найкращим матеріалом для ювелірних прикрас і витворів художнього мистецтва, виконують функції валютних запасів, застосовуються в сучасній електротехнічній, космічній, ядерній, інформаційній техніці.

## Загальний опис

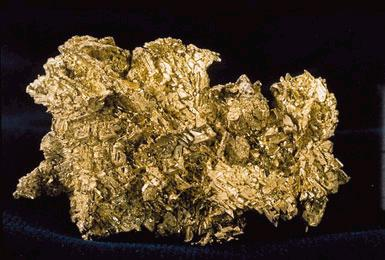
Золотий самородок

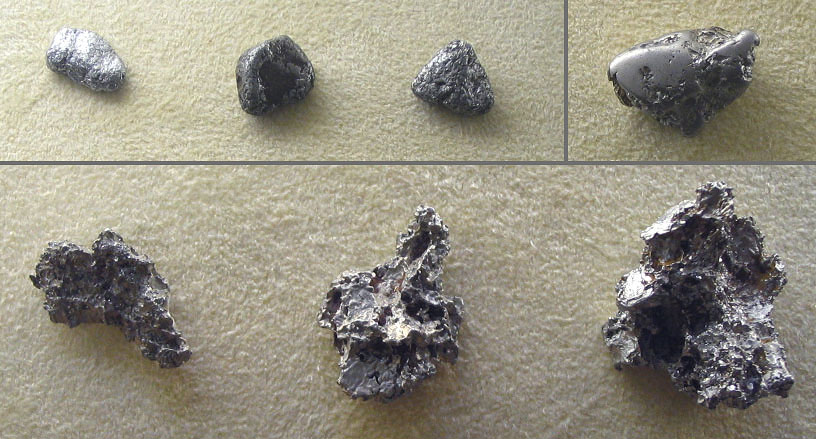
Самородки платини

До благородних металів належать: золото, срібло, платина і метали платинової групи (паладій, іридій, родій, осмій, рутеній) у будь-якому вигляді та стані (сировина, сплави, напівфабрикати, промислові продукти, хімічні сполуки, вироби, відходи, брухт тощо). В земній корі благородні метали знаходяться переважно в самородному стані.
Метал, що має високий позитивний стандартний електродний потенціал і знаходиться низько в ряду активності металів. Стійкий до окиснення (корозії) на повітрі, де довго зберігає металічний полиск. Належить до металів з гібридизацією атомних оболонок s2d8 → s0d10.
Це зокрема Ni, Pd та Pt. До таких металів також належать срібло та золото.
Видобуток благородних металів включає вилучення їх з надр і відходів гірничо-збагачувального або металургійного виробництва (хвости збагачення, відвали, шлаки, шлами, недогарки) усіма можливими способами. Основні поняття, які стосуються дорогоцінних металів та дорогоцінного каміння, встановлені в Україні законодавчо (Закон про регулювання видобутку, виробництва і використання дорогоцінних металів і дорогоцінного каміння та контроль за операціями з ними).
Виробництво дорогоцінних металів — вилучення їх з комплексних руд, концентратів та інших напівпродуктів, відходів і брухту, що містять ці метали, та афінаж дорогоцінних металів. Державний фонд дорогоцінних металів і дорогоцінного каміння України — вся сукупність дорогоцінних металів та дорогоцінного каміння, які перебувають у державній власності та відповідно до законодавства зараховані до нього і призначені для забезпечення державних виробничих, наукових, соціально-культурних та інших потреб, що фінансуються з державного бюджету.
Історичний фонд дорогоцінних металів і дорогоцінного каміння України — частина Державного фонду дорогоцінних металів і дорогоцінного каміння України, що є зібранням дорогоцінного каміння, дорогоцінного каміння органогенного утворення та напівдорогоцінного каміння, ювелірних, побутових виробів, предметів релігійного культу, виготовлених із застосуванням дорогоцінних металів та дорогоцінного каміння (покриття з них), які мають історичну, музейну, наукову, художню або іншу культурну цінність, а також унікальні золоті та платинові самородки, дорогоцінне каміння, дорогоцінне каміння органогенного утворення та напівдорогоцінне каміння. Золотий запас України складається з афінованого золота в зливках, є державною власністю і становить частину державних золотовалютних резервів України.
Банківські метали — це золото, срібло, платина, метали платинової групи, доведені (афіновані) до найвищих проб відповідно до світових стандартів у зливках і порошках, що мають сертифікат якості, а також монети, вироблені з дорогоцінних металів. Оперативний резерв золота — складова частина Державного фонду дорогоцінних металів і дорогоцінного каміння України, визначена як резерв для забезпечення невідкладних потреб національної економіки.

## Використання благородних металів у промисловості
Срібло, рідше — золото застосовують в електротехнічній промисловості для виготовлення електричних контактів приладів, що працюють в агресивних середовищах, оскільки вони мають високу електропровідність у поєднанні з корозійною стійкістю. Срібло використовується також для виготовлення твердих припоїв.
Платина і сплави на її основі використовуються для виготовлення хімічного посуду і пристосувань для проведення хімічних аналізів. Сплав 90% Pt + 10% Rh в парі з чистою платиною застосовують для виготовлення термопар, які можуть працювати за температур до 1700°С (платино-платинородієві термопари типу ПП).
Для прецизійних вимірювальних та автоматичних керувальних приладів застосовують потенціометри з обмоткою з благородних сплавів, наприклад, з дроту зі сплаву 75% Pt + 25% Ir, або сплаву 70…60% Pt + 30…40% Ag, та ін. Для електричних контактів різних відповідальних апаратів застосовують сплави благородних металів (Pt + Ir, Pt + W, Pt + Ag та ін.), які характеризуються високою стійкістю проти випаровування і окиснення.
Високу твердість і зносостійкість у поєднанні з дуже високою корозійною стійкістю має сплав осмію з індієм, з якого виготовляють опорні точки різних вимірювальних інструментів, голки компасів, наконечники пер авторучок.
Паладій і його сплави, а також деякі інші метали групи платини знайшли застосування як фільтри для водню та інших газів, в ядерній енергетиці.

## Золото в історії і культурі
Золото справедливо називають «царем металів», оскільки з найдавніших часів до сьогодення воно ототожнюється з поняттями багатства, влади, сили, а також із відображеннями уявлень людини про красу. Можна говорити, що «Історія золота — це історія цивілізації». Золото могло бути першим металом, освоєним людиною, бо зустрічається на земній поверхні в самородному вигляді, має помітний блискучо-жовтий колір, не підлягає окисненню й корозії. Прикметно, що в Давньому Китаї мідь позначалася словом «тун», яке складалося з двох ієрогліфів — «золото» і «подібний». Очевидно, золото на території Китаю було відоме раніше міді, хоча обидва ці метали з'являються тут значно пізніше, ніж у народів інших давніх цивілізацій.
Найбагатшою на золото країною давнього світу вважався Єгипет. У похованнях єгипетської знаті археологи знаходять багато прикрас і інших золотих предметів. «Відблиски золота спалахнули всюди, ледве тільки бризнув перший промінь… Золото на підлозі, золото на стінах, золото там, у самому віддаленому куті, де поруч зі стіною стоїть труна, золото яскраве й світле, як якби воно тільки що вийшло зовсім нове з рук золотих справ майстра…», — писав один з учасників першого проникнення в могилу фараона, виявлену в 1907 році в «Долині царів», що біля Фів, на західному березі Нілу.
Щоб здобути собі милість богів, легендарна цариця Ассирії Семіраміда відливала із чистого золота їх гігантські скульптури. Одна з них, висотою до 12 метрів, важила тисячу вавилонських талантів (приблизно 30 тонн). Ще більш грандіозної була статуя богині Реї: на неї пішло вісім тисяч талантів чистого золота (майже 250 тонн).
Перші золоті монети з'являються у 1091 до н. е. в Китаї (золоті квадрати), а потім 560 років до н. е. в Лідії — могутній рабовласницькій державі у Малій Азії. Через певний час золото стає еквівалентом праці, багатства, платіжним засобом практично у всьому світі.
Саме цьому «сонячному металу» завдячує людство в галузі розвитку алхімії, що дала початок хімії. Золото було рушієм вчинків цілих поколінь, вершителем долі цілих держав, імперій, навіть наддержавних утворень. Легенди про золотих коней хана Батия, золото тамплієрів, золото сотень затонулих кораблів, золото ацтеків та інків, золотий плуг скіфів-орачів, скарби Гетьмана Полуботка і сьогодні надихають письменників і поетів, художників, шукачів пригод. У XVI ст. конкістадори Фернандо Кортеса, Франсиско Пісарро гонимі жадобою золота знищують імперію ацтеків та інків, гинуть культурні надбання цілого континенту, що різко змінює вектор розвитку ряду народів — по суті п'ятої частини світу.
Колосальні золоті скарби спочивають на дні морів та океанів. У Карибському морі та біля Флориди — 200 галеонів, поблизу Багамських й Бермудських островів — понад 60 іспанських суден, близько 70 галеонів на дні Мексиканської затоки. На борту кожного — золота на десятки і сотні мільйонів доларів, золоті витвори мистецтва древніх цивілізацій. Так галеон «Санта Роза» захопив з собою на морське дно золото й інші скарби з палацу знаменитого Монтесуми — правителя ацтеків.
У ХІХ і ХХ ст. світ стрясають одна за одною ряд «золотих лихоманок» — в Америці на Клондайку, Алясці, в Каліфорнії, в Бразилії, у Південній Африці — Вітватерсранд, Австралії — Вікторія, в Азії — Сибір і ін., що спричиняє швидке освоєння ряду родовищ корисних копалин, сприяє залюдненню і розвитку пустельних районів планети.
Золото завдяки своїм унікальним хімічним і фізичним якостям, стійкості в різних середовищах, зовнішній красі доносить до нас оригінальні артефакти минулих культур, служить і сьогодні не тільки основним стабілізуючим фінансовим засобом та матеріалом для прикрас, витворів мистецтва, але і виконує унікальні функції в сучасній космічній, ядерній та ін. технології і техніці.

## Первинний видобуток і переробка благородних металів
Дані сучасної історичної науки свідчать, що видобуток золота почався в мідну добу. З тих пір було видобуто приблизно 120–130 тис. тонн дорогоцінного металу. Першою золотоносною провінцією, відкритою на Землі, була Аравійсько-Нубійська.
Найдавніші знахідки золотих виробів археологи датують V тис. до н. е., (Балкани, Південний Кавказ, Індія, Єгипет), тоді як першу мідь, освоєну людиною на південному сході Малої Азії, відносять до VIII тис. до н. е. На користь «першості» міді може свідчити той факт, що розповсюдженість золотих самородків була істотно нижчою, ніж мідних (за різними оцінками — в десятки разів).
Найбільш давні (з достовірно датованих) знахідки золотих виробів були виявлені на території Болгарії (золотий некрополь поблизу Варни). Поховання V тис. до н. е. нараховувало близько 300 могил, в яких було віднайдено більш ніж 2 тис. унікальних виробів із золота, міді та кременю, у тому числі й золотий жезл — символ монаршої влади. Розкопки золотого некрополя дали підстави стверджувати, що видобуток благородних металів на території Балкан і Карпат імовірно передував розробкам у Єгипті. Кінцем V тис. до н. е. датують перші золоті вироби Південного Кавказу й Вірменського нагір'я, припускаючи можливість їх більш раннього походження. Проте, ці реалії не змінюють того факту, що найстарша розвинута цивілізація в якій золото відігравало визначальну роль, повстала в Єгипті.
Різноманітне археологічне вивчення пам'яток Давнього Єгипту й Месопотамії, а також давні писемні джерела цих цивілізацій вказують на вельми раннє знайомство з благородними металами, які мали релігійне ототожнення з богами сонця (золото) й місяця (срібло).